# Dan Sultan
Dan Sultan (nacido en 1983) es un cantante australiano de world music.
Sultan nació en 1983 y se crio en Melbourne. Su padre fue irlandés y su madre fue aborigen desde los pueblos Arrernte y Gurindji.
Con Scott Wilson ha puesto en venta un álbum llamado Homemade Biscuits (Galletas Caseras) con la ayuda del programa Seed de John Butler. Sultan ganó el premio para el Puesto en Venta de una Sencilla del Año en los Premios de los Deadly para su canción "Your Love is Like a Song" ("Tu amor es como una canción").
Sultan es un miembro del Black Arm Band y aparece en la adaptación por película de Bran Nue Dae.